# SAVILLE
Mit SAVILLE bezeichnet man ein Ver- und Entschlüsselungsverfahren, also die Kryptoalgorithmen, die in der geheimen Sammlung NSA Suite A Cryptography enthalten sind und bei den Streitkräften der NATO mit entsprechenden taktischen Datenschlüsselgeräten standardmäßig im Einsatz sind.
Der Algorithmus von SAVILLE wird in Chips und Platinen implementiert und dient der Verschlüsselung von Telekommunikationsdaten im Hochsicherheits- und Militärbereich.
Zur Verschlüsselung in der Europäischen Union (EU) werden ebenfalls Kryptochips mit dem SAVILLE-Algorithmus und Kryptofax-Geräte eingesetzt, die von der Europäischen Kommission vor Anfang der 1990er Jahre von der Siemens AG erworben wurden. SAVILLE soll zudem bereits seit den 1960er Jahren durch die USA im Einsatz sein.
Beispiele für verwendete Prozessoren sind der CYPRIS (Cryptographic RISC microprocessor), ein vom US-Nachrichtendienst National Security Agency (NSA) zertifizierter Chip der Lockheed Martin Advanced Technology Laboratories, der Advanced INFOSEC Machine Chip von Motorola sowie das WINDSTER Modul der Harris Corporation.
Die Zulassung dieser Geräte ist mit dem Geheimhaltungsgrad „STRENG GEHEIM“ eingestuft. Hersteller entsprechender Schlüsselgeräte für die Bundeswehr waren Siemens (ICM) und Bosch Telecom (ANT). Heute werden die Geräte von Rohde & Schwarz SIT geliefert.

## Geräte der Bundeswehr mit SAVILLE-Kryptoalgorithmen (Stand: 1997)
- Taktisches Telegraphie-Schlüsselgerät ELCROTEL 5 (Nachfolger von ELCROTEL 4)
- Taktisches Datenschlüsselgerät ELCROBIT 3-2 (Nachfolger von ELCROBIT 3-1)
- Taktisches Schmalband-Sprach/Daten-Schlüsselgerät ELCRODAT 4-1
- Taktisches Schmalband-Sprach/Daten-Schlüsselgerät ELCRODAT 5-2 (Nachfolger von ELCROVOX 3-1)
- Taktisches Schmalband-Sprach/Daten-Schlüsselgerät ELCROVOX 1-4D (Nachfolger von ELCROVOX 1-3 und ELCROVOX 1-6)